# ヴァラーシュタイン
ヴァラーシュタイン (ドイツ語: Wallerstein) はドイツ連邦共和国バイエルン州シュヴァーベン行政管区のドナウ＝リース郡に属す市場町で、ヴァラーシュタイン行政共同体の本部所在地である。

## 地理
ヴァラーシュタインは、ネルトリンゲン近郊のアウクスブルク地区、隕石の落下により形成されたリース内に位置する。高さ65mのヴァラーシュタインの城山はこの町の中心地点となっている。

### 自治体の構成
この町は、公式には6つの地区 (Ort) からなる。このうち小集落や孤立農場などを除く集落を以下に列記する。
- ビルクハウゼン
- エーリンゲン
- ムンツィンゲン
- ヴァラーシュタイン

## 歴史
この町は、1238年に初めてシュタインハイム (Steinheim) として記録されている。1250年頃に城が築かれ、エッティンゲン家の所有に移された。1500年、この町は皇帝マクシミリアン1世によって市場開催権が与えられた。その後エッティンゲン＝ヴァラーシュタイン侯領の上級代官所が設けられ、さらには宮廷所在地となった。1806年のライン同盟によりこの町はバイエルン領となった。バイエルンの行政改革に伴う1818年の市町村令で現在の自治体ヴァラーシュタインが成立した。

### 人口推移
- 1970年 2,935人
- 1987年 2,943人
- 2000年 3,310人

## 行政
町長はヨーゼフ・マイヤー (Parteifreie Wählergruppe)。彼は2002年にマンフレート・シューラー (CSU/PWG) からこの職を引き継いだ。

## 教会
- カトリックの聖アルバン・ヴァラーシュタイン教区
- ルター派のエーリンゲン＝ヴァラーシュタイン教区

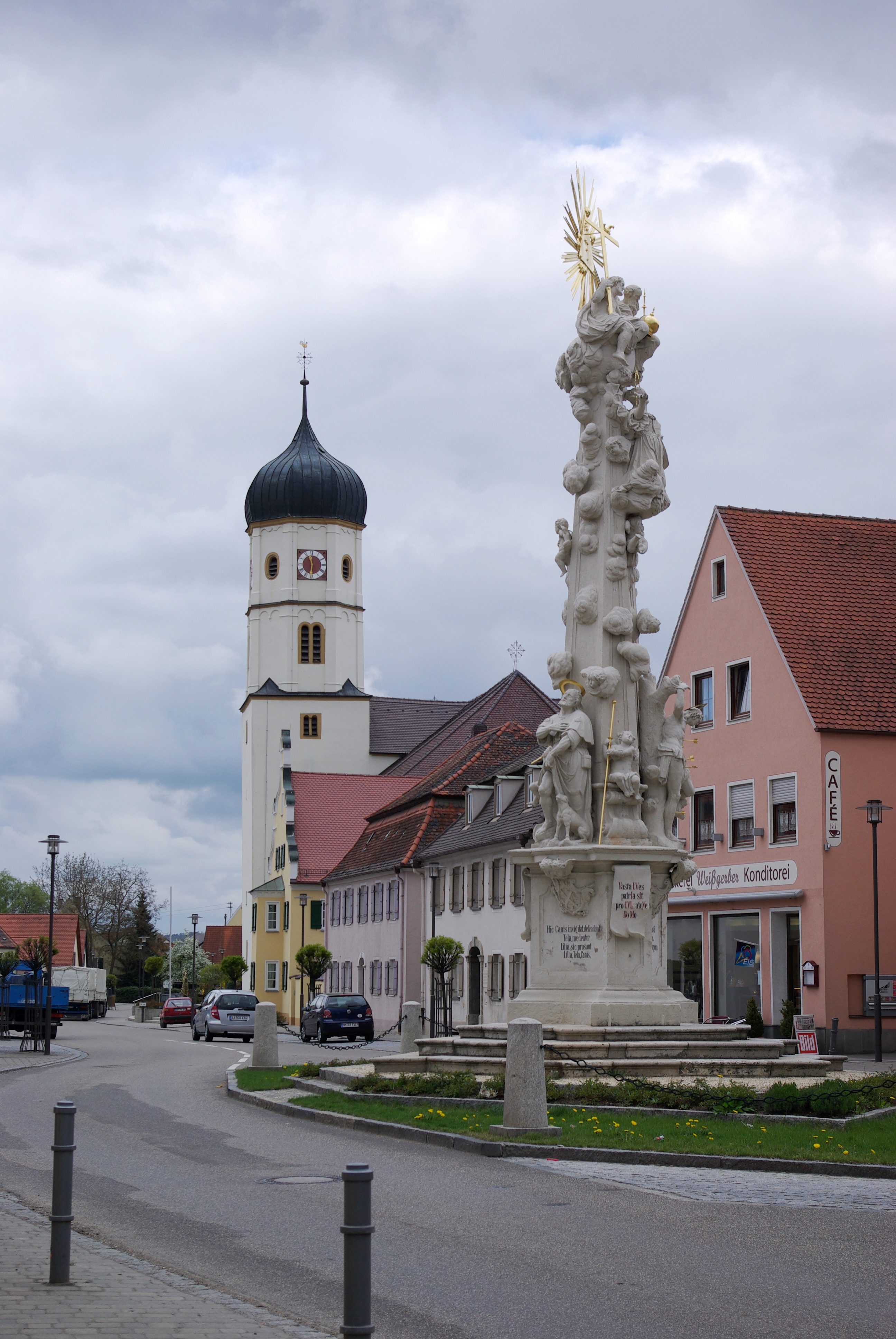
ペスト柱

- ヴァラーシュタイン・マリアの救い礼拝堂

## 文化と見所
- ヴァラーシュタイン城（城館）
- 城山
- ペスト柱もしくは三位一体柱は、町の中心にあるヴァラーシュタインの象徴的建造物となっている。エッティンゲン＝ヴァラーシュタイン伯アントン・カールが1722年から1725年にボヘミアのペスト柱とウィーンのペスト柱をモデルにオーベルンドルフの彫刻家ヨハン・ゲオルク・ブショーラーに建立させた。装飾性の高い彫刻は、三位一体像の足下にマグダラのマリア、聖ロクス、聖ゼバスティアン、パドヴァのアントニオを表現している。
- ネルトリンゲン方面に位置するユダヤ人墓地は、この町に当時生きていたユダヤ人達を思い起こさせる。この墓地には強制収容所の収容者の墓があるが、これはおそらく1945年春の死の行進で疲れ果てて亡くなった者の墓である。[3]

## 経済と社会資本

### 教育
- 国民学校 1校
- 実科学校: マリア・ヴァルト実科学校

## 引用
1. ↑  https://www.statistikdaten.bayern.de/genesis/online?operation=result&code=12411-003r&leerzeilen=false&language=de Genesis-Online-Datenbank des Bayerischen Landesamtes für Statistik Tabelle 12411-003r Fortschreibung des Bevölkerungsstandes: Gemeinden, Stichtag (Einwohnerzahlen auf Grundlage des Zensus 2011)
2. ↑  Bayerische Landesbibliothek Online
3. ↑  Gedenkstätten für die Opfer des Nationalsozialismus. Eine Dokumentation, Band 1. Bundeszentrale für politische Bildung, Bonn 1995, ISBN 3-89331-208-0, S. 197